# Resolution 804 des UN-Sicherheitsrates
Die Resolution 804 des UN-Sicherheitsrates ist eine Resolution, die der Sicherheitsrat der Vereinten Nationen in seiner 3168. Sitzung am 29. Januar 1993 einstimmig beschloss. Sie bekräftigte die Resolutionen 696 (1991), 747 (1992), 785 (1992) und 793 (1992) und drückte ihre Besorgnis über die mangelnde Umsetzung der „Acordos de Paz para Angola“ in Angola zum Ausdruck aus. Sie billigte eine Empfehlung des Generalsekretärs Boutros Boutros-Ghali, das Mandat der United Nations Angola Verification Mission II der Vereinten Nationen (UNAVEM II) um weitere drei Monate bis zum 30. April 1993 zu verlängern. 
Die Resolution verurteilte die Verletzung des Friedensabkommens „Acordos de Paz para Angola“, einschließlich der Wiederaufnahme der Feindseligkeiten während des 55-Tage-Krieges, der anfänglichen Ablehnung der Wahlergebnisse durch die UNITA, ihres Rückzugs aus den neuen angolanischen Streitkräften und ihrer gewaltsamen Inbesitznahme der Provinzhauptstädte und -gemeinden. Sie forderte alle Parteien auf, das Feuer einzustellen, zu den Verhandlungen zurückzukehren und der vollständigen Umsetzung des Friedensabkommens zuzustimmen. Der Rat unterstützte auch die Bemühungen des Generalsekretärs Boutros Boutros-Ghali und des Sonderbeauftragten für ihre kontinuierlichen Bemühungen in dieser Hinsicht. Es war das erste Mal, dass eine Resolution bezüglich Angola die UNITA kritisierte.
In der Entschließung wurde ferner die Auswirkung der Mitgliedstaaten auf den Friedensprozess untersucht. Sie forderte nachdrücklich auf, der Regierung Angolas wirtschaftliche und technische Hilfe zu leisten und die Umsetzung der Friedensabkommen zu unterstützen sowie jede direkte oder indirekte Einmischung militärischer oder paramilitärischer Kräfte zu verhindern. Der Sicherheitsrat verurteilte auch die Verletzungen des humanitären Völkerrechts, die Festnahme ausländischer Geiseln und die Angriffe auf UNAVEM-II-Einheiten und forderte die angolanische Regierung auf, ihre Sicherheit zu gewährleisten.
Die Resolution 804 schloss mit dem Einsatz von UNAVEM-II-Einheiten vor allem in der Hauptstadt Luanda, teilweise aufgrund der Forderungen afrikanischer Nationen nach einer stärkeren Präsenz der Vereinten Nationen und mit der Aufforderung an den Generalsekretär, die Entwicklungen zu überprüfen und dem Rat vor dem 30. April 1993 Bericht zu erstatten.